# Виру-Нигула (волость, 2017)
Ви́ру-Ни́гула (эст. Viru-Nigula vald) — волость в Эстонии, в составе уезда Ляэне-Вирумаа. Образована в 2017 году. Административный центр — город Кунда.

## География
Волость Виру-Нигула является самой восточной в уезде Ляэне-Вирумаа. На севере граничит с Финским заливом. Соседние волости: Хальяла, Раквере и Люганузе.
Площадь волости составляет 312,26 км². Административный центр волости — город Кунда.

## История
Волость Виру-Нигула была создана в 2017 году в результате административно-территориальной реформы путём объединения бывшей волости Виру-Нигула, города Кунда и волости Азери.
Волость расположена в области, которая в древние времена была известна как приход (кихельконд) Мауми (Maumi, также Mahu). Волостной центр носил тогда название Hageda или Akedolae (Датская поземельная книга, 1241 год).
Исторические русские названия волости во времена Российской империи: волость Кунда Малла (упоминается в 1899 году) и Кунда-Маллаская волость (1913 год).

## Символика
Символами волости новой волости Виру-Нигула стали герб и флаг упразднённой волости Виру-Нигула.

## Населённые пункты
Город: Кунда.

Посёлки: Азери и Виру-Нигула.

Деревни: Аасукалда, Азериару, Варуди, Васта, Виллавере, Выркла, Ийла, Кабели, Каликюла, Кальви, Кангуристи, Кестла, Кивикюла, Койла, Коогу, Кунда, Курна, Кутсала, Куура, Кырккюла, Кыртсиалузе, Летипеа, Линнузе, Маху, Малла, Марину, Метсавялья, Нугери, Оякюла, Ору, Пааскюла, Пада, Пада-Арукюла, Пикаристи, Пярна, Ранну, Самма, Селья, Сибери, Симунамяэ, Тоомика, Тюйкри, Унуксе.

## Демография по данным Регистра народонаселения
Население волости сосредоточено в городе Кунда и посёлках Виру-Нигула и Азери; остальная территория волости является малонаселённой. По данным Регистра народонаселения, который ведёт Министерство внутренних дел Эстонии, в 2018 году в Кунда проживало 50,8 % от общего числа жителей волости.
За период 2008—2018 численность населения волости постоянно падала и в целом уменьшилась на 1351 человека или на 18,4 %. За тот же период число жителей Кунда снизилось на 750 человек, то есть на 20 %. Естественный прирост населения и сальдо миграции в волости в 2007—2017 годы были негативными.
Возрастная структура населения по состоянию на 1 января 2018 года: 62,5 % — лица трудоспособного возраста (15-64 года), 13,2 % — дети в возрасте 0-14 лет и 24,3 % — лица в возрасте 65 лет и старше. Удельный вес женщин в общей численности населения волости составил 51,1 %, мужчин — 48,9 %. Как и в целом по Эстонии, населения Виру-Нигула стареет.
Согласно прогнозу по базовому сценарию, учитывающему имеющийся потенциал народонаселения, но не берущему в расчёт миграцию, к 2040 году по сравнению с 2018 годом число жителей волости снизится почти на 20 %. Согласно миграционному сценарию, за тот же период времени это снижение составит 15 %.

## Данные Департамента статистики
Данные Департамента статистики Эстонии о волости Виру-Нигула:
Число жителей на 1 января каждого года:
| Год  | 2015 | 2016   | 2017   | 2018   | 2019   | 2020   | 2021   | 2022   | 2023   | 2024   |
| ---- | ---- | ------ | ------ | ------ | ------ | ------ | ------ | ------ | ------ | ------ |
| Чел. | 6154 | ↘ 6022 | ↘ 5891 | ↘ 5843 | ↘ 5782 | ↘ 5690 | ↘ 5575 | ↗ 5647 | ↗ 5813 | ↘ 5768 |

Число рождений (живорождённых):
| Год  | 2016 | 2017 | 2018 | 2019 | 2020 | 2021 | 2022 | 2023 |
| ---- | ---- | ---- | ---- | ---- | ---- | ---- | ---- | ---- |
| Чел. | 40   | ↗ 42 | ↗ 56 | ↘ 55 | ↘ 48 | ↘ 39 | ↘ 33 | ↘ 31 |

Число умерших:
| Год  | 2015 | 2016  | 2017  | 2018  | 2019 | 2020 | 2021  | 2022  | 2023 |
| ---- | ---- | ----- | ----- | ----- | ---- | ---- | ----- | ----- | ---- |
| Чел. | 96   | ↗ 114 | ↘ 109 | ↘ 102 | ↘ 97 | ↘ 95 | ↗ 127 | ↘ 123 | ↘122 |

Зарегистрированные безработные*:
| Год  | 2015 | 2016 | 2017 | 2018 | 2019 | 2020 | 2021 | 2022 | 2023 |
| ---- | ---- | ---- | ---- | ---- | ---- | ---- | ---- | ---- | ---- |
| Чел. | 121  | 106  | 136  | 150  | 151  | 168  | 252  | 189  | 236  |

*2015—2019 годы — среднегодовое число, с 2020 года — на 1 января.
Средняя брутто-зарплата работника:
| Год  | 2013 | 2024  | 2015  | 2016  | 2017   | 2018   | 2019   | 2020   | 2021   | 2022   |
| ---- | ---- | ----- | ----- | ----- | ------ | ------ | ------ | ------ | ------ | ------ |
| Евро | 829  | ↗ 879 | ↗ 919 | ↗ 980 | ↗ 1044 | ↗ 1111 | ↗ 1170 | ↗ 1238 | ↗ 1272 | ↗ 1036 |

В 2019 году волость Виру-Нигула занимала 47 место по средней брутто-зарплате среди 79 муниципалитетов Эстонии.
Численность учащихся в школах:
| Год  | 2015 | 2016  | 2017  | 2018  | 2019  |
| ---- | ---- | ----- | ----- | ----- | ----- |
| Чел. | 546  | ↘ 540 | ↗ 555 | ↘ 541 | ↘ 527 |

## Инфраструктура
В волости работает 3 школы, 3 детских сада и 2 музыкальные школы. Возможности заниматься спортом предоставляют Спортивный центр Кунда, Спортивный дом Виру-Нигула и Центр досуга Азери. Заниматься танцами, пением и другими культурными хобби можно в Городском клубе Кунда, Народном доме Виру-Нигула и Народном доме Азери. Медицинскую помощь оказывают Центр здоровья в Кунда, центры семейного врача в Виру-Нигула и Азери; работают 2 аптеки. Услуги социального обслуживания предоставляют Кундаский дом по уходу, Дневной центр Кунда и пятикомнатная охраняемая квартира для пожилых людей в Виру-Нигула.

## Экономика
Крупнейшие работодатели волости по состоянию на 31 марта 2020 года:
| Предприятие/организация | Вид деятельности                                                                 | Численность работников |
| ----------------------- | -------------------------------------------------------------------------------- | ---------------------- |
| AS Kunda Nordic Tsement | Производство цемента                                                             | 169                    |
| Estonian Cell AS        | Производство бумажной массы                                                      | 98                     |
| Wienerberger AS         | Производство кирпича, черепицы и прочих строительных изделий из обожженной глины | 78                     |
| Волостная управа        | Государственное управление                                                       | 71                     |
| Lajos AS                | Грузоперевозки по шоссе                                                          | 50                     |
| Kunda Sadam AS          | Транспортная обработка грузов                                                    | 43                     |
| Viru-Nigula Saeveski AS | Производство пиломатериалов                                                      | 39                     |
| Kunda Ühisgümnaasium    | Гимназия                                                                         | 38                     |
| Kunda Trans AS          | Грузовой железнодорожный транспорт, грузоперевозки по шоссе                      | 32                     |
| Aseri Kool              | Основная школа-детский сад                                                       | 31                     |

## Достопримечательности
Главными достопримечательностями волости являются:
- церковь Кунда,
- Виру-Нигулаская церковь Святого Николая,
- мыза Вашель (нем. Waschel, Васта, эст. Vasta mõis),
- пасторат Магольм (церковная мыза Виру-Нигула),
- мыза Педдес (Кальви),
- мыза Малла,
- мыс Летипеа и рыбацкая деревня Летипеа,
- Музей цемента,
- памятник Эстонской освободительной войне,
- руины часовни Маарья (памятник культуры[21]).

## Районы и города-побратимы
| Государство        | Побратимы         |
| ------------------ | ----------------- |
| Финляндия          | Община Карвиа     |
| Республика Молдова | Криулянский район |
| Латвия             | Добельский край   |
| Гагаузия           | Город Комрат      |
| Литва              | Город Акмяне      |

## Галерея
- Церковь Святого Николая в Виру-Нигула
- Мыза Педдес (Кальви)
- Музей Виру-Нигула, бывшее главное здание пастората Макгольм
- Народный дом Азери
- Памятник Эстонской освободительной войне
- Руины часовни Маарья

## Комментарии
1. ↑  Эстонские топонимы, оканчивающиеся на -а, не склоняются и не имеют женского рода (исключение — Нарва)[9].